# Boumbo
Boumbo (へーい！ブンブー, Hei! Bumbu) est une série télévisée d'animation japonaise en 130 épisodes de 10 minutes, créée par Eiji Okabe et Kenjirō Yoshida, et diffusée du 8 avril 1985 au 25 mars 1986 sur NHK.
En France, la série a été importée par Carrere Television et diffusée à partir du 9 mars 1987 sur FR3. Au Québec, elle était diffusée à l'automne 1988 dans l'émission Bibi et Geneviève sur Canal Famille. Dans les télé-horaires québécois, le titre apparaît durant l'été 1991 au cours des dimanches francophones de TVOntario, et dès le 7 septembre 1992 sur Canal Famille.

## Synopsis
Boumbo est une petite voiture jaune. Elle est accompagnée dans ses aventures par un petit garçon, Ken, et un petit chien blanc nommé Monsieur. Elle est à la recherche de ses parents et rencontre parfois des gens de sa famille, d'autres autos qui lui ressemblent un peu. Mais ils doivent se méfier du méchant professeur Moquette qui cherche à capturer Boumbo pour se faire de l'argent.

## Voix françaises
- Séverine Morisot : Boumbo
- Odile Schmitt : Ken
- Albert Augier : Professeur Moquette

 Source et légende : version française (VF) sur RS Doublage

## Épisodes
1. La naissance de Boumbo
2. Un heureux événement
3. La course automobile
4. Premier amour
5. Un gros rhume
6. Piranhas, mangeurs d'hommes
7. Tremblement de terre
8. L'indien menteur
9. Trésor sous les mers
10. Chère maman
11. Le camion de la terreur
12. Les montagnes russes
13. Le requin mangeur d'hommes
14. Le pauvre âne
15. Le désert de la terreur
16. Le fantôme solitaire
17. Premiers pas
18. Mal de dents
19. Histoire de gorille
20. Vole, petit avion
21. Petit éléphant perdu
22. La glace à la vanille
23. Fou-rire
24. Boumbo au Pôle Nord
25. Boumbo et le monstre
26. L'enlèvement de Boumbo
27. Les cambrioleurs
28. Boumbo a faim
29. Boumbo et les oisillons
30. Boumbo au cirque
31. Le mal de ventre
32. Les citrouilles
33. La fuite de Tommy
34. Le voleur
35. Passager clandestin
36. Le ballon fantaisiste
37. Le vaisseau fantôme
38. Boumbo à la montagne
39. Drame dans un nid d'oiseau
40. L'araignée
41. Boumbo modèle
42. L'énigme du sphinx
43. La dispute
44. Ensemble à jamais
45. Premier amour de Monsieur
46. Boumbo et le pétrole
47. Les trois prophéties
48. L'étrange magicien
49. Le pont de corde
50. Opération canal
51. La chasse au trésor
52. Stationnement interdit
53. Boumbo vedette
54. L'apprenti secouriste
55. La voiture sans moteur
56. Boumbo dresseur de chiens
57. Les séances de yoga
58. Lotion capillaire
59. Boumbo se fait laver
60. Boumbo téléguidée
61. Panique chez les cow-boys
62. Le carrosse de Cendrillon
63. L'enfant mystérieux
64. Boumbo et le vampire
65. Le terrain de jeu
66. Le diamant du lion
67. La leçon de patins à roulettes
68. Boumbo et le miel
69. La roue avant
70. Boumbo et l'agneau
71. Boumbo transformé en tigre
72. Le perroquet capricieux
73. À la recherche des œufs d'or
74. Le hoquet
75. Le vieil homme et le lac
76. Auto-stop
77. La monnaie du singe
78. La carte du trésor
79. L'enfant magicien
80. Boumbo et l'explosion
81. Monsieur a disparu
82. Étrange Blanche-Neige
83. Boumbo et la corrida
84. Le jeu du labyrinthe
85. Au feu
86. La course de pirogues
87. Le gâteau
88. Boumbo et le détective
89. Le dernier voyage
90. Le fermier et sa femme
91. L'explosion
92. Le lièvre et la tortue
93. Le cheval de Troie
94. Boumbo joue au football
95. Le sauvetage
96. Le concours automobile
97. Au secours des papillons
98. Le combat des dieux
99. Au pays des samouraïs
100. Le Noël de Boumbo
101. La maison hantée
102. Les moustiques
103. Boumbo heureux
104. Le trésor dans le champ
105. La voiture de police peureuse
106. La traversée terrifiante
107. La poursuite dans le brouillard
108. La machine infernale
109. Persée et la méduse
110. La momie qui danse
111. Le retour de maman
112. Le phare
113. Le tour du monde
114. Sauvons les loutres de mer
115. Voyage dans l'espace
116. Le voleur de trompettes
117. Le faon perdu
118. Le concours gastronomique
119. Le bébé autruche
120. Le petit kangourou
121. Tractor Bo
122. Le monstre du lac
123. Le tapis volant
124. La gourmandise : un vilain défaut
125. Boumbo détective
126. Le roi du rodéo
127. La petite vendeuse d'allumettes
128. L'ultime tentative
129. L'amour de Boumbo
130. Les retrouvailles

## Commentaires
Kenjirô Yoshida et Eiji Okabe sont les deux auteurs de la série animée. Le premier a notamment travaillé sur Pollyanna, Georgie ou bien encore Madame Pepperpotte. Le second s’est illustré, entre autres productions nippones, avec Charlotte, Les Attaquantes, Bouba ou Le Tour du monde en quatre-vingts jours.